# Ара-Алцагат
Ара́-Алцага́т (бур. Ара Алсагад) — улус в Кяхтинском районе Бурятии. Административный центр сельского поселения «Первомайское».

## География
Расположен в 90 км к юго-востоку от районного центра — города Кяхта, в 5 км к юго-востоку от села Кудара-Сомон, на обоих берегах реки Кудары. Через южную, левобережную часть улуса проходит республиканская автодорога 03К-024 Верхние Мурочи — Малая Кудара — граница с Забайкальским краем, от которой от улуса отходит на юг автодорога местного значения на село Шарагол.

## Население
| 2002 | 2010 |
| ---- | ---- |
| 410  | ↘330 |